# Ryan Reid
Ryan Rupert Reid (Lauderdale Lakes, 30 ottobre 1986 – 9 luglio 2025) è stato un cestista statunitense naturalizzato giamaicano.

## Carriera
Fu selezionato dagli Indiana Pacers al secondo giro del Draft NBA 2010 (57ª scelta assoluta).